# Джеймс Вотсон
Джеймс Дьюї Вотсон (англ. James Dewey Watson; 6 квітня 1928) — американський молекулярний біолог, генетик і зоолог, найбільш відомий за встановлення структури молекули ДНК в 1953 році.
Він, разом із Френсісом Кріком і Морісом Вілкінсом, був нагороджений Нобелівською премією з фізіології і медицини 1962 року «за свої відкриття в галузі молекулярної структури нуклеїнових кислот та їх значення для передачі інформації в живому матеріалі».
З 1989 року — організатор і керівник Проєкту геному людини, пов'язаного з дослідженням послідовності ДНК людини. Також працював в Аленівському інституті біології мозку. Він відомий як один з авторів класичного підручника з клітинної біології «Молекулярна біологія клітини».

## Коротка біографія
З дитинства, завдяки батькові, Джеймс був зачарований спостереженнями за життям птахів. У віці 12 років Вотсон брав участь у популярній радіовікторині Quiz Kids для інтелектуально розвинених дітей. Завдяки ліберальній політиці Роберта Гатчинса він вступив до коледжу у віці 15 років. Прочитавши книгу Ервіна Шредінгера «Що таке життя з точки зору фізики?», Вотсон змінив свої професійні інтереси з вивчення орнітології на вивчення генетики. У 1947 році отримав ступінь бакалавра зоології в університеті Чикаго.
У 1951 році вступив до Кавендіської лабораторії Кембриджського університету, де вивчав структуру білків. Там познайомився з фізиком Френсісом Кріком, який цікавився біологією.
У 1952 році Вотсон і Крік почали працювати над моделюванням структури ДНК. Використовуючи Правила Чаргаффа та рентгенограми Розалінди Франклін та Моріса Вілкінса, побудували двоспіральну модель ДНК. Результати роботи опублікували у квітні 1953 року в журналі Nature.
25 років керував науковим інститутом Колд Спрінг Гарбор, де вів дослідження канцерогенезу.
З 1989 року до 1992 року — організатор і керівник проєкту «Геном людини» з розшифрування послідовності ДНК людини, у цей же час очолює секретний проєкт «Фауст»
Працював над пошуком генів психічних захворювань

## Ранні роки життя
Джеймс Д. Вотсон народився в Чикаго 6 квітня 1928 року як єдиний син Джин (при народженні Мітчелл) і Джеймса Д. Уотсона, бізнесмена, що походить переважно від колоніальних англійських іммігрантів до Америки. Батько його матері, Лаухлін Мітчелл, кравець, був із Глазго, Шотландія, а її мати Ліззі Глісон була дитиною батьків із графства Тіпперері, Ірландія. Вихований католиком, пізніше він описав себе як «втікача від католицької релігії». Ватсон сказав:
«Найбільше щастя, що зі мною трапилося, це те, що мій батько не вірив у Бога».
Вотсон виріс на південній стороні Чикаго і відвідував державні школи, включаючи гімназію Горація Манна та середню школу South Shore. Він був захоплений спостереженням за птахами, хобі, яке було спільне з його батьком, тому він вирішив отримати спеціальність орнітолога. Ватсон з'явився на Quiz Kids, популярному радіошоу, яке закликало розумних молодих людей відповідати на запитання. Завдяки ліберальній політиці президента Університету Роберта Хатчінса він у 15 років вступив до Чиказького університету, де отримав стипендію на навчання. Серед його професорів був Луї Леон Терстоун, від якого Ватсон дізнався про факторний аналіз, на який пізніше посилатиметься у своїх суперечливих поглядах на расу.
Після прочитання книги Ервіна Шредінгера «Що таке життя?» у 1946 році Вотсон змінив свої професійні амбіції з вивчення орнітології на генетику. Він отримав ступінь бакалавра зоології в Чиказькому університеті в 1947 році. У своїй автобіографії «Уникайте нудних людей» Вотсон описав Чиказький університет як «ідилічний академічний заклад, де йому прищепили здатність до критичного мислення та етичне зобов'язання не терпіти дурнів, які заважали його пошукам істини», на відміну від його опис подальшого досвіду. У 1947 році Уотсон залишив Чиказький університет, щоб стати аспірантом Університету Індіани, приваблений присутністю в Блумінгтоні лауреата Нобелівської премії 1946 року Германа Джозефа Мюллера, який у важливих роботах, опублікованих у 1922, 1929 та в 1930-х роках, виклав всі основні властивості молекули спадковості, які Шредінгер представив у своїй книзі 1944 року. Він отримав ступінь доктора філософії в Університеті Індіани в 1950 році; Сальвадор Лурія був його докторантом.

## Кар'єра і дослідження

### Лурія, Дельбрюк і група фагів
Спочатку Вотсон був залучений до молекулярної біології завдяки працям Сальвадора Лурія. У підсумку Лурія отримав Нобелівську премію з фізіології та медицини 1969 року за роботу над експериментом Лурія-Дельбрюка, який стосувався природи генетичних мутацій. Він був частиною розподіленої групи дослідників, які використовували віруси, які вражають бактерії, під назвою бактеріофаги. Він і Макс Дельбрюк були одними з лідерів цієї нової «групи фагів», важливого руху генетиків із експериментальних систем, таких як дрозофіла, до мікробної генетики. На початку 1948 року Ватсон розпочав свою докторську дисертацію в лабораторії Лурія в Університеті Індіани. Тієї весни він зустрів Дельбрюка спочатку в квартирі Лурія, а потім знову того літа під час першої поїздки Уотсона до лабораторії Колд-Спрінг-Харбор (CSHL).
Phage Group була інтелектуальним середовищем, де Ватсон став працюючим вченим. Важливо, що члени групи фагів відчули, що вони на шляху до відкриття фізичної природи гена. У 1949 році Уотсон пройшов курс з Феліксом Хауровіцем, який включав звичайну думку того часу: гени є білками і здатні до самореплікації. Інший основний молекулярний компонент хромосом, ДНК, широко вважався «дурним тетрануклеотидом», який виконує лише структурну роль для підтримки білків. Навіть у цей ранній час Уотсон під впливом групи фагів знав про експеримент Евері–Макалеода–Маккарті, який припустив, що ДНК є генетичною молекулою. Дослідницький проєкт Уотсона передбачав використання рентгенівських променів для інактивації бактеріальних вірусів.
Потім Вотсон у вересні 1950 року відправився до Копенгагенського університету на рік післядокторських досліджень, спочатку до лабораторії біохіміка Германа Калкара. Калкара цікавився ферментативним синтезом нуклеїнових кислот, і він хотів використовувати фаги як експериментальну систему. Уотсон хотів дослідити структуру ДНК, і його інтереси не збігалися з інтересами Калкара. Попрацювавши частину року з Калкаром, Вотсон провів решту свого часу в Копенгагені, проводячи експерименти з мікробним фізіологом Оле Маалое, який тоді був членом групи фагів.
Експерименти, про які Вотсон дізнався під час фагової конференції в Колд-Спрінг-Харбор того літа, включали використання радіоактивного фосфату як індикатора, щоб визначити, які молекулярні компоненти фагових частинок насправді інфікують цільові бактерії під час вірусної інфекції. Мета полягала в тому, щоб визначити, чи є генетичним матеріалом білок чи ДНК, але після консультації з Максом Дельбрюком вони визначили, що їхні результати були непереконливими і не могли конкретно ідентифікувати нові мічені молекули як ДНК. Вотсон ніколи не розвивав конструктивну взаємодію з Калкаром, але він супроводжував Калкара на зустрічі в Італії, де Вотсон бачив, як Моріс Уілкінс розповідав про дані дифракції рентгенівських променів для ДНК. Уотсон тепер був упевнений, що ДНК має певну молекулярну структуру, яку можна дослідити
У 1951 році хімік Лінус Полінг у Каліфорнії опублікував свою модель амінокислотної альфа-спіралі, результат, який виріс в результаті зусиль Полінга в рентгенівській кристалографії та побудові молекулярних моделей. Отримавши деякі результати від свого фага та інших експериментальних досліджень, проведених в Університеті Індіани, Statens Serum Institut (Данія), CSHL та Каліфорнійському технологічному інституті, Уотсон тепер мав бажання навчитися проводити експерименти з дифракції рентгенівських променів. він міг працювати, щоб визначити структуру ДНК. Того літа Лурія познайомився з Джоном Кендрю, і він організував новий постдокторський дослідницький проєкт для Вотсона в Англії. У 1951 році Вотсон відвідав Stazione Zoologica «Anton Dohrn» у Неаполі.

### Визначення подвійної спіралі
У середині березня 1953 року Вотсон і Крік зробили висновок про структуру подвійної спіралі ДНК.
Вирішальне значення для їх відкриття мали експериментальні дані, зібрані в Королівському коледжі Лондона, головним чином Розаліндою Франклін, для яких вони не надали належного атрибуції.Сер Лоуренс Брегг, директор Кавендішської лабораторії (де працювали Вотсон і Крік), зробив оригінальне оголошення про відкриття на конференції Solvay з білків у Бельгії 8 квітня 1953 року; преса не повідомила про це. Уотсон і Крік подали до наукового журналу Nature статтю під назвою «Молекулярна структура нуклеїнових кислот: структура нуклеїнової кислоти дезоксирибози», яка була опублікована 25 квітня 1953 року. У четвер, 14 травня 1953 року, Брегг виступив з доповіддю в медичній школі Гая в Лондоні, результатом якої стала стаття Річі Колдера від 15 травня 1953 року в лондонській газеті News Chronicle під назвою «Чому ти такий. Ближче секрет Життя».
Сідні Бреннер, Джек Дуніц, Дороті Ходжкін, Леслі Оргел і Беріл М. Отон були одними з перших у квітні 1953 року, хто побачив модель структури ДНК, сконструйовану Кріком і Вотсоном; в той час вони працювали на хімічному факультеті Оксфордського університету. Усі були вражені новою моделлю ДНК, особливо Бреннер, який згодом працював з Кріком у Кембріджі в Кавендішській лабораторії та новій лабораторії молекулярної біології. За словами покійної Беріл Оутон, пізніше Риммера, вони всі разом подорожували на двох автомобілях, коли Дороті Ходжкін оголосила їм, що вони їдуть до Кембриджа, щоб побачити модель структури ДНК.
Студентська газета Кембриджського університету Varsity також опублікувала власну коротку статтю про відкриття в суботу, 30 травня 1953 року. Згодом Уотсон представив доповідь про подвійну спіральну структуру ДНК на 18-му симпозіумі з вірусів у Колд-Спрінг-Харборі на початку червня 1953 року. через шість тижнів після публікації статті Watson and Crick in Nature. Багато хто на зустрічі ще не чули про знахідку. Симпозіум у Колд-Спрінг-Харбор 1953 року був першою можливістю для багатьох побачити модель подвійної спіралі ДНК.
Вотсон, Крік і Вілкінс були удостоєні Нобелівської премії з фізіології та медицини в 1962 році за дослідження структури нуклеїнових кислот. Розалінд Франклін померла в 1958 році і тому не мала права на номінацію.
Публікацію структури подвійної спіралі ДНК було описано як поворотний момент у науці; розуміння життя було докорінно змінено і почалася сучасна ера біології.

### Взаємодія з Розаліндою Франклін та Реймондом Гослінгом
Використання Вотсоном і Кріком даних рентгенівської дифракції ДНК, зібраних Розаліндою Франклін та її учнем Раймондом Гослінгом, було несанкціонованим. Високоякісні рентгенівські дифрактограми ДНК Франклін були привілейованою неопублікованою інформацією, отриманою без дозволу від вченого, що працював над цією ж темою в іншій лабораторії. Вотсон і Крік використали деякі з неопублікованих даних Франклін — без її згоди — у своїй побудові моделі ДНК подвійної спіралі. Результати Франклін дали оцінку вмісту води в кристалах ДНК, і ці результати узгоджувалися з двома цукрово-фосфатними ланцюгами, що знаходяться на зовнішній стороні молекули. Франклін сказала Кріку й Вотсону, що хребти мають бути зовні; до цього у Лайнуса Полінга, Вотсона і Кріка були помилкові моделі з ланцюгами всередині та підставами, спрямованими назовні. Її ідентифікація просторової групи для кристалів ДНК показала Кріку, що два ланцюга ДНК були антипаралельними.
Рентгенівські дифракційні зображення, зібрані Гослінгом і Франклін, є найкращим доказом спіральної природи ДНК. Ватсон і Крік мали три джерела для неопублікованих даних Франклін:
1. Її семінар 1951 року, на якому взяв участь Вотсон,
2. Обговорення з Вілкінсом, який працював в одній лабораторії з Франклін,
3. Звіт про хід дослідження, який мав на меті сприяти координації діяльності лабораторій, які підтримуються Радою медичних досліджень.[48] Уотсон, Крік, Вілкінс і Франклін працювали в лабораторіях MRC.

Останніми роками Вотсон викликав суперечки в популярній та науковій пресі за своє «мізогіністичне ставлення» до Франклін і його нездатність належним чином пояснити її роботу над ДНК. У «Подвійній спіралі» Вотсон пізніше зізнався, що «Розі, звичайно, не дала нам прямо свої дані. Втім, ніхто з Кінга не усвідомлював, що вони в наших руках». За словами одного критика, зображення Франклін Вотсоном у «Подвійній спіралі» було негативним, створюючи враження, що вона була помічником Вілкінса і не могла інтерпретувати власні дані ДНК. Звинувачення Вотсона було невиправданим, оскільки Франклін сказала Кріку і Вотсону, що спіральні хребти повинні бути зовні. З твору 2003 року в Nature:
Інші коментарі, що зневажають «Рузі» у книзі Вотсона, привернули увагу жіночого руху, який розвивається наприкінці 1960-х. «Очевидно, що Розі довелося піти або поставити себе на місце […] На жаль, Моріс не міг побачити жодного гідного способу дати Розі таке право. І: „Звичайно, поганим способом вийти в бруд […] листопадової ночі було те, щоб жінка сказала утримуватися від думки про тему, якій ви не були навчені“.
Огляд листування Франклін до Вотсона в архіві CSHL показав, що згодом обоє вчених обмінялися конструктивним науковим листуванням. Франклін консультувалася з Вотсоном щодо її дослідження РНК вірусу тютюнової мозаїки. Листи Франклін були обрамлені звичайними і нічим не примітними формами звернення, починаючи з „Дорогий Джиме“ і закінчуючи „З найкращими побажаннями, Ваша Розалінда“. Кожен із вчених опублікував власний унікальний внесок у відкриття структури ДНК в окремих статтях, а всі дописувачі опублікували свої висновки в тому ж томі Nature. Ці класичні статті з молекулярної біології ідентифіковані як: Watson J.D. та Crick F.H.C. „Структура нуклеїнової кислоти дезоксирибози“ Nature 171, 737—738 (1953); Wilkins M.H.F., Stokes A.R. & Wilson, H.R. „Молекулярна структура дезоксипентозних нуклеїнових кислот“ Nature 171, 738—740 (1953); Франклін Р. та Гослінг Р. Г. „Молекулярна конфігурація в тимонуклеаті натрію“ Nature 171, 740—741 (1953).

### Гарвардський університет
У 1956 році Вотсон зайняв посаду на факультеті біології Гарвардського університету. Його робота в Гарварді була зосереджена на РНК та її ролі в передачі генетичної інформації.
Він виступав за перехід у фокус школи з класичної біології на молекулярну біологію, заявляючи, що такі дисципліни, як екологія, біологія розвитку, систематика, фізіологія тощо, застаріли і могли прогресувати лише тоді, колине мішали вивченню основної дисципліни молекулярної біології та біохімії.
Ватсон продовжував бути членом Гарвардського факультету до 1976 року, хоча він очолив лабораторію Колд-Спрінг-Харбор у 1968 році.
Під час свого перебування на посаді в Гарварді Вотсон брав участь у акції протесту проти війни у В'єтнамі, очоливши групу з 12 біологів і біохіміків, які закликали до „негайного виведення військ США з В'єтнаму“. У 1975 році, на тридцяту річницю бомбардувань Хіросіми, Вотсон був одним із понад 2000 вчених та інженерів, які виступали перед президентом Джеральдом Фордом проти розповсюдження ядерної зброї, стверджуючи, що не існує перевіреного методу безпечного утилізації радіоактивних відходів і що атомні станції становлять загрозу безпеці через можливість розкрадання плутонію терористами.
Погляди на науковий внесок Вотсона під час навчання в Гарварді дещо неоднозначні. Його найпомітніші досягнення за два десятиліття в Гарварді — це те, що він писав про науку, а не те, що він відкрив за цей час. Перший підручник Вотсона „Молекулярна біологія гена“ встановив новий стандарт для підручників, зокрема, завдяки використанню концептуальних заголовків — коротких декларативних підзаголовків . Наступним його підручником була „Молекулярна біологія клітини“, в якій він координував роботу групи вчених-письменників. Його третій підручник був „Рекомбінантна ДНК“, в якому описано, як генна інженерія принесла багато нової інформації про те, як функціонують організми. Підручники досі друкуються.

### Видання The Double Helix
У 1968 році Вотсон написав „Подвійну спіраль“, яку Рада Сучасної бібліотеки поставила на 7 місце у їхньому списку 100 найкращих документальних книг. У книзі детально описано історіо відкриття структури ДНК, конфлікти та суперечки навколо їхньої роботи, а також багато його приватних емоційних вражень того часу. Оригінальна назва Ватсона мала бути „Чесний Джим“. Навколо виходу книги точилися суперечки. Спочатку книга Вотсона мала бути опублікована у Harvard University Press, але Френсіс Крік та Моріс Уілкінс, серед інших, заперечували. Рідний університет Вотсона відмовився від проєкту, і книга була опублікована комерційно. В інтерв'ю з Енн Сейр для її книги „Розалінда Франклін і ДНК“ (опублікована в 1975 році і перевидана в 2000 році) Френсіс Крік сказав, що він розглядає книгу Вотсона як „зневажливу пачку проклятої нісенітниці“.

### Лабораторія Колд Спрінг Харбор
У 1968 році Вотсон став директором лабораторії Колд-Спрінг-Харбор (CSHL). У період з 1970 по 1972 рік у Вотсонів народилися два сини, а до 1974 року молода родина зробила Колд-Спрінг-Харбор своїм постійним місцем проживання. Вотсон був директором і президентом лабораторії близько 35 років, пізніше перебравши на себе роль канцлера, а згодом — почесного канцлера.
У своїй ролі директора, президента та канцлера Вотсон спонукав CSHL сформулювати свою сучасну місію, „відданість дослідженню молекулярної біології та генетики, щоб розширити розуміння та здатність діагностувати та лікувати рак, неврологічні захворювання та інші причини“. людських страждань». CSHL істотно розширив як свої дослідження, так і свої науково-освітні програми під керівництвом Вотсона. Йому приписують «перетворення невеликого закладу в одну з найбільших у світі освітніх і дослідницьких установ. Починаючи програму вивчення причин раку людини, вчені під його керівництвом зробили великий внесок у розуміння генетичної основи раку». У ретроспективному підсумку досягнень Вотсон Брюс Стілман, президент лабораторії, сказав: «Джим Вотсон створив дослідницьке середовище, яке не має собі рівних у світі науки».

### Проєкт «Геном людини»
У 1990 році Вотсон був призначений головою проєкту генома людини в Національному інституті здоров'я, і цю посаду він обіймав до 10 квітня 1992 року. Уотсон залишив проєкт «Геном» після конфлікту з новим директором NIH Бернадін Хілі. Вотсон був проти спроб Хілі отримати патенти на генні послідовності та будь-яку право власності на «закони природи». За два роки до того, як залишити проєкт «Геном», він висловив власну думку щодо цієї тривалої і тривалої суперечки, яку він бачив як нелогічний бар'єр для досліджень; він сказав: «Нації світу повинні побачити, що людський геном належить людям світу, а не націям». Він пішов через кілька тижнів після оголошення в 1992 році, що NIH буде подавати заявку на патенти на специфічні для мозку кДНК. (Питання патентоспроможності генів з тих пір було вирішено в США Верховним судом США; див. Асоціацію молекулярної патології проти Управління патентів і торгових марок США)
У 1994 році Вотсон став президентом CSHL. Френсіс Коллінз обійняв посаду директора проєкту «Геном людини».
У 1997 році в The Sunday Telegraph його цитували: «Якщо ви змогли знайти ген, який визначає сексуальність, і жінка вирішить, що вона не хоче мати гомосексуальну дитину, то дозвольте їй». Біолог Річард Докінз написав листа до The Independent, у якому стверджується, що позиція Вотсона була невірно представлена статтею The Sunday Telegraph, і що Вотсон так само вважав би за можливе дозволити аборт, якщо майбутня дитина буде гетеросексуальною, яі цим підкреслив, що Вотсон виступає за дозвіл на вибір.
У 2000 році процитували Вотсона щодо проблеми ожиріння: «Коли б ви не брали інтерв'ю з товстими людьми, ви почуваєтеся погано, тому що знаєте, що не збираєтеся їх наймати».
Вотсон неодноразово підтримував генетичний скринінг та генну інженерію в публічних лекціях та інтерв'ю, стверджуючи, що дурість — це хвороба, а «справді дурні» нижчі 10 % людей повинні бути виліковані. Він також припустив, що красу можна створити за допомогою генної інженерії, сказавши в 2003 році: «Люди кажуть, що було б жахливо, якби ми зробили всіх дівчат красивими. Я думаю, це було б чудово».
У 2007 році Вотсон зробив політичну заяву, звинувативши лівих у нехтуванні даними генетики: «Я повернувся проти лівого крила, тому що вони не люблять генетику, тому що генетика означає, що іноді в житті ми зазнаємо невдачі, тому що у нас погані гени. Вони хочуть, щоб усі невдачі в житті були через злу систему».
Того ж року Джеймс Вотсон став другою людиною, яка опублікувала свій повністю секвенований геном в Інтернеті після того, як 31 травня 2007 року він був представлений йому 454 Life Sciences Corporation у співпраці зі вченими з Human. Центр секвенування геному, Медичний коледж Бейлора процитували Вотсона: «Я вводжу свою послідовність геному в дію, щоб заохотити розвиток ери персоналізованої медицини, в якій інформація, що міститься в наших геномах, може використовуватися для виявлення та запобігання захворюванням і для створення індивідуальних медичних методів лікування».

### Пізніше життя
У 2014 році Вотсон опублікував статтю в The Lancet, в якій припускає, що біологічні окислювачі можуть грати іншу роль, ніж вважається, при таких захворюваннях, як діабет, деменція, хвороби серця та рак. Наприклад, зазвичай вважають, що діабет 2 типу викликаний окисленням в організмі, яке викликає запалення і вбиває клітини підшлункової залози. Вотсон вважає, що корінь цього запалення інший: «нестача біологічних окислювачів, а не надлишок», і детально обговорює це. Одна з критичних реакцій полягала в тому, що ця ідея не була ні новою, ні гідною заслуг, і що The Lancet опублікувала статтю Вотсона лише завдяки його імені. Інші вчені висловили свою підтримку його гіпотезі і запропонували, що її також можна розширити на те, чому нестача окислювачів може призвести до раку та його прогресування.
У 2014 році Уотсон продав свою Нобелівську медаль, щоб зібрати гроші, після того, як поскаржився, що його зробили «неособою» після його суперечливих заяв. Частина коштів, зібраних від продажу, була спрямована на підтримку наукових досліджень. Медаль була продана на аукціоні Christie's у грудні 2014 року за 4,1 мільйона доларів США. Вотсон мав намір внести виручені кошти в роботу по охороні природи на Лонг-Айленді та на фінансування досліджень у Трініті-коледжі в Дубліні. Він був першим живим нобелівським лауреатом, який виставив на аукціон медаль. Пізніше покупець Алішер Усманов повернув медаль Watson.

### Відомі учні
Кілька колишніх докторантів Вотсона згодом стали відомими, зокрема Маріо Капекчі, Боб Хорвіц, Пітер Б. Мур та Джоан Стейц. Окрім численних аспірантів, Вотсон також керував аспірантами та іншими стажерами, включаючи Юена Бірні Рональда В. Девіса, Філіпа Аллена Шарпа (постдок), Джона Туза (постдок) та Річарда Дж. Робертса (постдок).

## Контроверсійні висловлювання
У 2007 році доктор Вотсон в інтерв'ю британській газеті Sunday Times зазначив, що «пригнічений перспективами Африки», оскільки «вся наша соціальна політика заснована на тому факті, що їх інтелект такий же, як наш, — а дані всіх тестів показують, що це не так». Також відзначив, що всі сподіваються на загальну рівність, але «люди, яким доводиться мати справу з чорношкірими працівниками, знають, що це не так». Після цих коментарів доктор Вотсон втратив роботу в лабораторії Колд-Спрінг-Гарбор і був відсторонений від усіх своїх адміністративних обов'язків. Він написав вибачення і зберіг звання почесного канцлера, почесного професора імені Олівера Р. Грейса і почесного піклувальника цієї лабораторії.
На американському каналі PBS 2 січня 2019 року вийшов документальний фільм про Вотсона «Американські майстри: розшифровка Вотсона» (англ. American Masters: Decoding Watson). У фільмі на питання про те, чи відмовився він від своїх переконань, що інтелект людини пов'язаний з расою, вчений відповів негативно. "Між білими і чорношкірими є різниця в тестах на рівень інтелекту. Я б сказав, що ця різниця… генетична ", додавши, що сам він не радий такому висновку і сподівався, що нові дослідження це спростують. Через тиждень після виходу фільму Лабораторія Колд-Спрінг-Гарбор (англ. Cold Spring Harbor Laboratory, CSHL) заявила, що позбавляє 90-річного Вотсона його звання заслуженого канцлера (англ. Chancellor Emeritus) та інших почесних титулів. Визнавши, що він — видатний вчений, який зробив значний внесок в науку, в повідомленні додано: «Лабораторія CSHL однозначно відкидає необґрунтовані та безрозсудні особисті думки, які доктор Джеймс Д. Вотсон висловив з приводу етнічної приналежності та генетики в документальному фільмі PBS. Його висловлювання є недосвідченими, не підкріплені наукою, і жодним чином не відбивають погляди CSHL, її довірених осіб, викладачів, співробітників або студентів. Лабораторія засуджує зловживання наукою, щоб виправдати упередження.».